# Gregor Hager
Gregor Leopold Hager (* 17. April 1981 in Klagenfurt am Wörthersee) ist ein ehemaliger österreichischer Eishockeyspieler, der im Laufe seiner Karriere für den EC KAC und den EC Red Bull Salzburg in der österreichischen Eishockey-Liga aktiv war.

## Karriere
Hager begann seine Karriere in den diversen Jugendmannschaften des EC KAC uns spielte unter anderem auch eine Saison im Team Telekom Austria, das der EC KAC zusammen mit dem EC VSV in der Nationalliga betrieb. 2005 bis 2007 wechselte er für zwei Spielzeiten zum EC Red Bull Salzburg, kehrte aber danach wieder zu seinem Stammverein zurück. In der Spielzeit 2007/08 entwickelte er sich zum Unterzahl-Spezialisten und konnte insgesamt fünf Shorthanded Goals und zwei ebensolche Assists für sich verbuchen. Er gewann viermal mit den Klagenfurtern und einmal mit den Roten Bullen aus Salzburg die österreichische Meisterschaft.
Im Ligaspiel gegen EHC Linz am 7. Oktober 2012 wurde er vom Linzer Spieler Brian Lebler hart attackiert und erlitt dabei eine schwere Gehirnerschütterung. Er schied für die restliche Saison aus. Am 24. Juli 2013 gab er aus gesundheitlichen Gründen seinen Rücktritt als aktiver Spieler bekannt. Im Anschluss an seine aktive Karriere als Sportler übernahm er im August 2013 eine Trainertätigkeit im Nachwuchs des KAC. Bereits bei seinem Rücktritt wollte er mit seiner Familie ins Metnitztal zu ziehen. Dort hatte Hager eine kleine Landwirtschaft von seinem Schwiegervater übernommen und, um sich die Existenz zu sichern, zusätzlich ein Sägewerk in Vellach, wobei er sich vor allem auf Lohnschnitt spezialisiert. Neben seinem Haus am Klagenfurter Hausberg Kreuzbergl wohnt der passionierte Jäger mit seiner Familie auch im Metnitzer Bauernhaus.

### International
Hager spielte für Österreich im Juniorenbereich zunächst bei der U18-C-Europameisterschaft 1998. Auch bei der U18-B-Weltmeisterschaft 1999 vertrat er das Alpenland. Mit der U20-Auswahl nahm er an den C-Weltmeisterschaften 1999 und 2000 sowie nach der Umstellung auf das heutige Divisionssystem an der Weltmeisterschaft der Division I 2001 teil.
In der Herren-Auswahl debütierte er am 13. April 2002 bei der 1:4-Niederlage im Freundschaftsspiel gegen Deutschland in Rosenheim. Er nahm im Februar 2009 an der Olympiaqualifikation für die Winterspiele in Vancouver 2010 sowie im April 2010 an der Weltmeisterschaft der Division I 2010 teil.

## Als Trainer
Zwischen 2014 und 2017 betreute Hager den EHC Althofen aus der Kärntner Regionalliga. Seit 2016 ist er zudem Vizepräsident des Kärntner Eishockeyverbandes.

## Erfolge und Auszeichnungen
- 1998 Gewinn der U18-C-Europameisterschaft und Qualifikation für die U18-B-Weltmeisterschaft
- 2000 Österreichischer Meister mit dem EC KAC
- 2000 Aufstieg in die Division I bei der U20-C-Weltmeisterschaft
- 2001 Österreichischer Meister mit dem EC KAC
- 2004 Österreichischer Meister mit dem EC KAC
- 2007 Österreichischer Meister mit dem EC Red Bull Salzburg
- 2009 Österreichischer Meister mit dem EC KAC
- 2010 Aufstieg in die Top-Division bei der Weltmeisterschaft der Division I, Gruppe A
- 2013 Österreichischer Meister mit dem EC KAC